# Svarthalsad horndyvel
Svarthalsad horndyvel (Onthophagus gibbulus) är en skalbaggsart som beskrevs av Peter Simon Pallas 1781. Svarthalsad horndyvel ingår i släktet Onthophagus och familjen bladhorningar. Enligt den finländska rödlistan är arten akut hotad i Finland. Enligt den svenska rödlistan är arten nationellt utdöd i Sverige. . Arten har tidigare förekommit i Götaland men är numera lokalt utdöd. Artens livsmiljö är torra gräsmarker. Inga underarter finns listade i Catalogue of Life.